# Звенигово
Звенигово (рус. Звенигово) град је у Русији у Мариј-Елу.

## Становништво
| 1939. | 1959. | 1970. | 1979.  | 1989.  | 2002.  | 2010.  |
| ----- | ----- | ----- | ------ | ------ | ------ | ------ |
| 5.200 | 7.213 | 8.597 | 12.013 | 14.239 | 12.722 | 11.946 |